# Insect Queen
Insect Queen è il nome di alcuni personaggi dei fumetti pubblicati da DC Comics.

## Lana Lang

### Terra Uno
La prima Insect Queen fu Lana Lang, il primo interesse romantico di Superman a Smallville. In Superboy n. 124 (ottobre 1965), Lana salvò un alieno a forma di insetto intrappolato sotto un albero. Come ringraziamento, questi le diede un anello che le permise di ottenere i poteri degli insetti o degli aracnidi (rimpicciolendole il corpo nella forma di un insetto in particolare; tuttavia, ogni forma poteva essere ottenuta per la durata di un giorno). Lana decise di utilizzarlo e si confezionò l'identità in costume della supereroina Insect Queen. Lana non portò avanti questa carriera per molto, sebbene mantenne lo status di riserva della Legione dei Super-Eroi (in Adventure Comics n. 355, aprile 1967).

### Terra-Due
La seconda Insect Queen fu sempre Lana Lang ma proveniente dall'universo parallelo di Terra-Due. In Superman Family n. 213 (1981), riceve in età adulta uno scarabeo trovato dal padre archeologo in una tomba egiziana, non intuendo che fosse magico. Impossessata dal manufatto, Lana divenne una criminale chiamata Insect Queen, con l'abilità di controllare ed ingrandire gli insetti. Lavorò per qualche tempo con Ultra-Humanite, mentre la mente di quest'ultimo era ospitata dal corpo di una formica gigante, finché non venne salvata da Superman di Terra-Due e sua moglie, la Lois Lane originale. Successivamente, divenne una supereroina occasionale, aiutante Superman in almeno un'occasione. Da notare che dato che questa realtà venne alterata durante la Crisi sulle Terre infinite, quindi dopo quest'evento Lana non fu mai Insect Queen.

### Nuova Terra
Nella nuova continuità creata dagli eventi descritti in Crisi infinita, fu introdotta una nuova Insect Queen. Era un alieno insettoide che comparve per la prima volta in Superman n. da 671 a 673 (2008). In un cenno verso la continuità della Silver Age questa Insect Queen aliena assunse l'aspetto di Lana Lang.
Questa Insect Queen proveniva da All-Hive, una civiltà di insetti giganti. Dato che solo una regina poteva governare l'All-Hive, lei e i suoi seguaci furono inviati a colonizzare un nuovo mondo, sospesi in una sostanza simile all'ambra.
Dopo aver contattato la Terra, stipulò un'alleanza con Lex Luthor come aiuto per colonizzare il pianeta, incluso anche un corpo da abitare una volta sulla Terra. In cambio di ciò, lei inviò alcuni suoi sudditi, il Flea Circus, per aiutare Luthor a trovare della kryptonite (Superman n. 651, giugno 2006). Cominciò anche a trasformare i lavoranti alla LexCorp in lavoranti insetti.
Quando Insect Queen ritornò per la sua parte del bottino, scoprì che ora il direttore esecutivo della LexCorp era Lana Lang. Insect Queen rapì Lana e la portò nella sua base sulla Luna, dove si metamorfizzò per somigliare a Lana, ma con caratteristiche insettoidi, incluse le ali, quattro braccia, antenne e piastre chitinose.
Mentre cercava di salvare Lana, Superman fu catturato da Insect Queen grazie ai moscerini che gli entrarono nel cranio e migliorarono le sue abilità psichiche. Quindi utilizzò la sua matrice genetica per creare "formiche super soldati". Tuttavia, Superman fu liberato da Lana, e intrappolò Insect Queen in animazione sospesa dentro dell'ambra prima che potesse utilizzare i suoi poteri di controllo mentale di nuovo.
La Regina tornò un anno dopo. Mentre presiedeva alla cerimonia di premiazione del giornalista studente al fianco di Jimmy Olsen e Cat Grant, Lana svenne improvvisamente e del sangue le colò dal naso. Ricevette quindi una telefonata dal suo medico che le annunciava di avere delle cattive notizie da darle. Dopo un altro svenimento, Lana fu portata in ospedale e operata. Sembrò morire sotto i ferri, ma successivamente il suo corpo fu ricoperto in un bozzolo, da alcune creature simili ad insetti neri, che poi iniziò a spaccarsi. L'ospedale fu presto ricoperto da una struttura gigantesca simile ad un enorme bozzolo, ed una grande quantità di lavoratori come la Polizia Scientifica e Il Guardiano furono presi come ostaggi da un'armata di insetti giganti. Anche Supergirl fu catturata e si svegliò legata ed imbavagliata ai piedi di Lana, che ora era impossessata da Insect Queen. La Regina rivelò a Supergirl che durante il suo ultimo incontro con Lana, le iniettò nel corpo una porzione del suo DNA e che prese lentamente controllo del suo corpo negli anni passati, con lo scopo ultimo di catturare un kryptoniano e di utilizzarlo come matrice per un'armata di insetti ibridi. Supergirl si liberò e riuscì ad espellere Insect Queen dal corpo di Lana con l'aiuto della tecnologia kryptoniana, così la ragazza poté tornare al suo stato normale.

## Lonna Leing
La quarta Insect Queen fu Lonna Leing del pianeta Xanthu nel XXX secolo. Lonna Leing (ovvio riferimento a Lana Lang) fu un membro della squadra di supereroi Xanthuani Uncanny Amazers. Comparve per la prima volta in Legion of Super-Heroes vol. 4 n. 82, e il suo costume era simile a quello dell'Insect Queen originale, nonché aveva gli stessi poteri, in quanto era in grado di trasformare il suo corpo dalla vita in giù in un corpo d'insetto o di ragno (come un centauro artropodico) e di assumerne le abilità. Una volta fece da parodia all'Uomo Ragno della Marvel Comics, quando assunse i poteri di un ragno e lanciò ragnatele dai polsi (utilizzando il tipico gesto della mano di Peter Parker) per intrappolare un alieno invadente. Questa versione della Legione fu identificata, nella miniserie Crisi infinita, come originaria della Terra-247.

## Insect Queen di Anti-Materia
La quinta Insect Queen era un membro della ex Justice Underground, una squadra di eroi che si opponeva al Sindacato del crimine nell'Universo di Anti-Materia. La Justice Underground comparve in JLA Secret Files nel 2004.
In quanto la Justice Underground comprendeva i "gemelli buoni" dei nemici della Justice League, Insect Queen fu la controparte buona di Queen Bee.